# Зустріч Мілошевич — Туджман у Караджорджеву
Караджорджевська зустріч — зустріч президентів тодішніх югославських союзних республік Сербія і Хорватія Слободана Мілошевича і Франьо Туджмана 25 березня 1991 року на мисливському угідді Караджорджево, що на північному заході Сербії. Заявленою темою обговорення стала тогочасна югославська криза.
Подія відбулася за три дні до зустрічі президентів усіх шістьох югославських республік у Спліті. Попри своєчасне широке висвітлення в югославських ЗМІ зустріч була затьмарена дедалі більшою кризою, що врешті згодом призвела до розпаду Югославії.
У наступні роки ця зустріч набула значно суперечливішого характеру, оскільки багато югославських політиків стверджували, що Туджман і Мілошевич обговорювали й погоджували поділ Боснії та Герцеговини за національною ознакою з тим, щоб території з хорватською чи сербською більшістю було приєднано до майбутніх незалежних Хорватії чи Сербії відповідно, а залишок території, на якому переважали босняки, став буферною державою між ними.
Інші заперечували, що мала місце будь-яка такого роду угода, і позаяк перемовини Туджмана та Мілошевича відбувалися без свідків і стенограми, точний зміст переговорів невідомий. Історики загалом сходяться на тому, що розділ Боснії та Герцеговини, ймовірно, був темою обговорення на зустрічі, однак, окрім широких фраз, чіткої угоди досягнуто не було.

## Громадський резонанс
На той час ця зустріч, здавалося, нічим не відрізнялася від будь-якої іншої зустрічі республіканських керівників. Того самого дня і в наступні дні зустріч висвітлювалася у загальнодоступній пресі. Іноземні газети, як-от «Ле-Монд», «Ле фігаро» та «Ліберасьйон» у Франції теж оприлюднили короткі повідомлення про зустріч, зазначивши, що «дві найбільші республіки погодилися розв'язати складну югославську кризу в наступні два місяці». Згідно з повідомленнями, керівники обговорили розв'язання югославської кризи та підготовку до майбутньої зустрічі у Спліті з керівниками решти югославських республік. Як завжди, під час двосторонніх зустрічей більшу частину обговорення Туджман і Мілошевич провели наодинці, без будь-яких свідків і протоколів. Ніякої офіційної угоди не було.
Сараєвська газета Oslobođenje назвала зустріч «таємною». З самого початку були спроби здогадатися, що обговорювали два президенти. Найпоширеніший здогад, що мова могла йти про заміну прем'єр-міністра Югославії Анте Марковича. Першим, хто припустив, що головна увага на переговорах зосереджувалася на Боснії та Герцеговині, був журналіст Мирослав Янкович із Сараєва, який у газеті Oslobođenje 14 квітня написав:
Не обов'язково бути дуже кмітливим […], щоб зробити висновок, що в середині цих переговорів і столів була… Боснія. Земля, через яку проходять усі розрахунки та карти будь-якої майбутньої Югославії.

## Подальші зустрічі
Іншого разу Туджман і Мілошевич зустрілися 15 квітня в Тиквеші, що в Барані. Наступного дня всі газети опублікували звіт про зустріч. Після зустрічі експертні групи з Хорватії та Сербії обговорювали вирішення югославської кризи. Свідчення про зустрічі членів груп не зовсім збігалися, але всі сходилися в одному, що результатів не було.
12 червня у Спліті відбулася тристороння зустріч Туджмана, Мілошевича та Ізетбеговича. Новина про зустріч була опублікована наступного дня, але домовленості досягнуто не було. На відміну від зустрічі в Караджореву, цього разу громадськість підозрювала, що вищеназвана трійка ділила Боснію і Герцеговину. Сараєвська газета Bosanski pogledi (Боснійські погляди) наступного дня розмістила матеріал під заголовком «Туджман, Мілошевич, Ізетбегович, Тристоронній пакт про поділ Боснії та Герцеговини». Ізетбегович заперечив такі припущення, сказавши, що «з ним неможливо говорити про це».

## Наслідки
Найбільш безпосереднім значенням зустрічі була не угода щодо Боснії та Герцеговини, а відсутність угоди щодо Хорватії. Через тиждень після заворушень у Белграді Мілошевич виступив із промовою, де окреслив плани, які передбачали включення великої частини Хорватії до нової Югославії. Незважаючи на зустрічі, 31 березня 1991 року трапився інцидент на Плитвицьких озерах, де відбулося зіткнення хорватських і сербських сил, що переросло у війну за незалежність Хорватії.
Франьо Туджман і хорватський уряд неодноразово заперечували наявність угоди в Караджорджеву. У своїй промові у жовтні 1991 року Туджман заявляв, що серби контролювали всю югославську армію, а повстання сербів у Хорватії під час війни за її незалежність було лише початком. 8 жовтня 1991 року Хорватія проголосила незалежність. До кінця року майже третина території Хорватії опинилася під окупацією сербських військ. 15 січня 1992 року багато європейських держав визнали незалежну Хорватію.
На зустрічі з делегацією боснійських хорватів 27 грудня 1991 року Туджман оголосив, що умови дозволяють укласти угоду про перекроювання кордонів Боснії та Герцеговини, оскільки вона ще не була незалежною, а мирні плани того часу передбачають її як державу «трьох націй».
У Боснії та Герцеговині перші бої почалися 1 жовтня 1991 року, коли переважно сербська Югославська Народна Армія напала на населене хорватами село Равно в Герцеговині. Алія Ізетбегович вважав це частиною війни в Хорватії, тому проігнорував цей інцидент, сказавши, що «це не наша війна». 3 березня 1992 року Боснія і Герцеговина проголосила незалежність. У наступні дні багато країн, у тому числі Хорватія, визнали її незалежність. Незабаром спалахнула Боснійська війна, яка тривала до листопада 1995 року. 1 квітня 1992 року серби напали на мусульман у Бієліні, невдовзі після чого боснійська війна загострилася.
27 квітня 1992 року в місті Грац було підписано Грацьку угоду — пропозицію перемир'я між ватажком боснійських сербів Радованом Караджичем і провідником боснійських хорватів Мате Бобаном. На цей момент сербські війська оволоділи 70 відсотками Боснії та Герцеговини. Договір мав на меті обмежити конфлікт між сербськими і хорватськими військами. Боснійські мусульмани вбачали в цьому продовження хорватсько-сербської угоди щодо Боснії. Щойно б Хорватія та Сербія таким чином розширилися, між ними мала б виникнути невеличка боснійська буферна держава, яку керівництво Хорватії та Сербії зневажливо називало «Пашалуком Алії» на честь боснійського президента Алії Ізетбеговича. Рішення МТКЮ у справі Тихомира Блашкича наводить на думку про домовленість під час зустрічі в Граці між лідерами боснійських сербів і боснійських хорватів.
До кінця 1992 року серби контролювали дві третини території країни. Попри те, що на початку війни хорвати та мусульмани (босняки) були союзниками, з жовтня 1992 року до лютого 1994 року вони воювали між собою, а після підписання Вашингтонської угоди знову стали союзниками, залишаючись ними до закінчення війни. Внутрішню структуру Боснії та Герцеговини розглядала і остаточно затвердила Дейтонська угода, яка залишила нерозв'язаними деякі внутрішньополітичні розбіжності, як-от Республіка Сербська.
Більшість боснійських істориків і політиків вважають цю зустріч початком сербсько-хорватської змови проти боснійців, а тезу про поділ Боснії і Герцеговини між Хорватією та Сербією вважають незаперечним фактом. На неї також часто посилалися в хорватському громадському житті політики, які виступали проти Туджмана.
Головні учасники зустрічі Франьо Туджман і Слободан Мілошевич заперечували, що коли-небудь було обговорення чи угода щодо поділу Боснії та Герцеговини. Це зазначалося у спільній заяві цих двох президентів у Женеві 1993 року: «Усі спекуляції щодо поділу Боснії та Герцеговини між Хорватією та Сербією абсолютно необґрунтовані». Але Мілошевич казав про поділ: «Це розв'язок, який пропонує мусульманам набагато більше, ніж вони можуть коли-небудь мріяти взяти силою».
Пізніше Туджман казав, що під час зустрічі в Караджорджеву він заявив Мілошевичу, що Хорватія не може допустити створення сербської Боснії та Герцеговини, оскільки під загрозою буде Далмація. Так він підвів до думки про створення конфедерації трьох народів у БіГ. У судовому рішенні 2000 року проти Тихомира Блашкича було зазначено, що під час зустрічі в Караджорджеву «30 березня 1991 року» проявлялися прагнення до розділу Боснії та Герцеговини. У вироку було вказано неточну дату, оскільки зустріч відбулася 25 березня 1991 року. У своєму висновку щодо Караджорджева палата спиралася на свідчення Степана Месича.
У 2002 році в обвинувальному висновку МТКЮ проти Мілошевича прокуратура заявила, що: «25 березня 1991 року Слободан Мілошевич і Франьо Туджман зустрілися в Караджорджеву та обговорили розділ Боснії та Герцеговини між Сербією та Хорватією».
З іншого боку, більшість хорватських істориків уважають це політичним міфом через відсутність прямих доказів і труднощі пояснення югославських війн, де головними супротивниками були хорвати й серби, у контексті сербсько-хорватської угоди. Івиця Лучич і Мирослав Туджман стверджували, що свідчення не збігаються, і що ці відхилення можна пояснити особливими політичними інтересами Tuđman, 2006.

### Ізетбегович і Глігоров

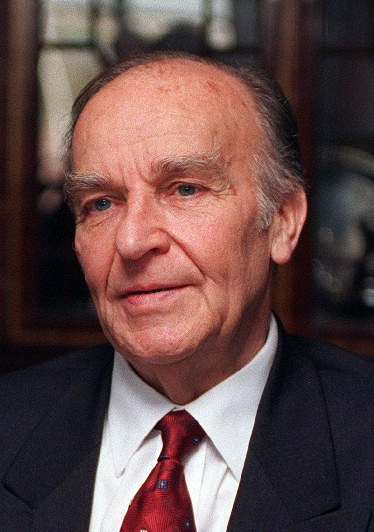
Колишній голова президії Боснії та Герцеговини Алія Ізетбегович

24 березня 1991 року, за день до зустрічі в Караджорджеву, Ізетбегович надіслав листа Туджману, в якому написав:
Я переконаний (і також маю певну інформацію), що він у двосторонніх переговорах запропонує вам деякі часткові рішення, які почасти буде реалізовано проти мусульман у Боснії та Герцеговині. Прошу не приймати ці пропозиції […].
Влітку 1996 року Ізетбегович заявив, що дізнався про зустріч від президента Македонії Глігорова 27 березня, хоча новину про неї було оприлюднено того самого дня — 25 березня. Він розповів, що Глігоров сказав, що має «надійну інформацію» про те, що Туджман і Мілошевич говорили про «поділ БіГ». Він сказав, що їм не відомі подробиці, але підсумовує:
Однак сьогодні ясно, що те, що сталося в Караджорджеву, складає всю історію наших відносин і пояснює події, які відбулися після всього цього через три-чотири роки.
2008 року Кіро Глігоров сказав в ефірі Радіо «Вільна Європа», що все, що він знав про зустріч, розповів йому Туджман у вересні 1991 року.

### Здогадні записи
У листопаді 1992 року керівник правої хорватської партії Хорватська партія права (ХПП) Доброслав Парага прилюдно оголосив, що має записи переговорів між Туджманом і Мілошевичем, які доводять, що ті хочуть розділити Боснію. Він погрожував зробити їх надбанням громадськості, «якщо Франьо Туджман припуститься ще однієї грубої помилки відносно ХПП». Цього він був так і не зробив.
1997 року голова Хорватського Гельсінського комітету Іван Звонимир Чичак та історик Іво Банац заявляли, що відомий хорватський генерал, ім'я якого вони не хотіли називати, чув повний запис зустрічі в Караджорджеву в якомусь міністерстві певної іноземної країни. Чичак стверджував, що записи таємно зробив офіцер югославської армії, якого було вбито 1993 року. Існування записів ніколи не було доведено, а ім'я генерала чи іноземної країни так і не було оголошено.

### Степан Месич

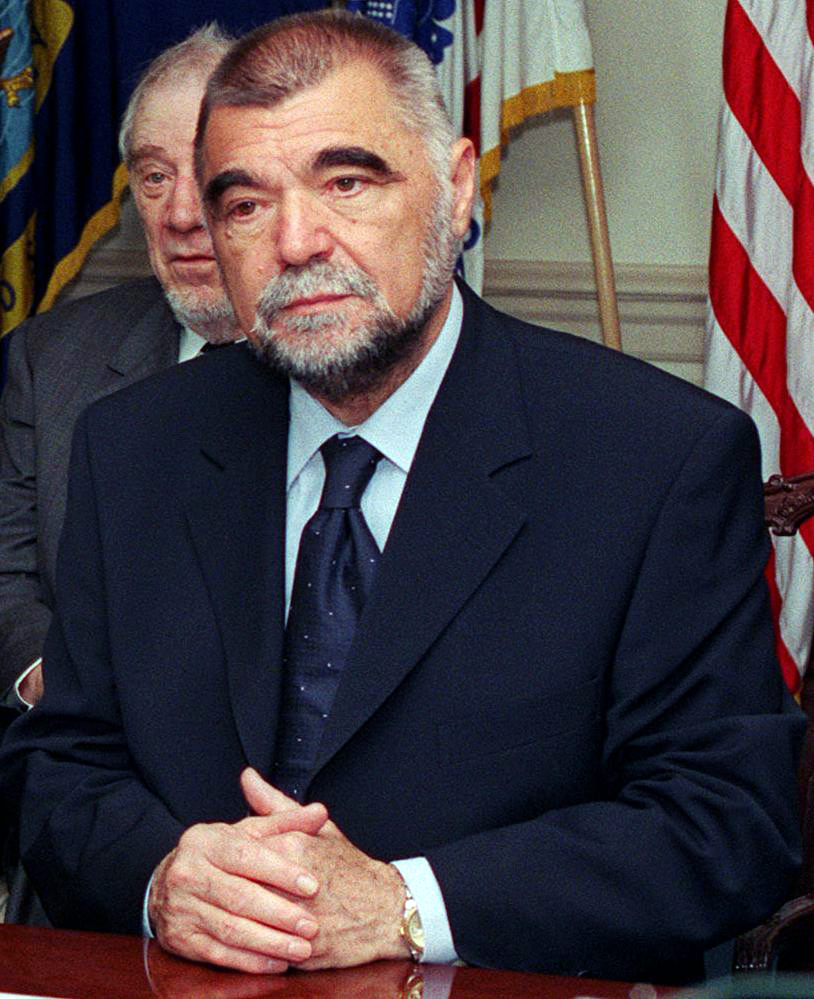
Колишній президент Хорватії Степан Месич

Найвідомішим критиком Франьо Туджмана в хорватській політиці через його гадану угоду в Караджорджеву був його наступник на посаді президента Хорватії Степан Месич. На час зустрічі Месич був одним із найближчих соратників Туджмана та членом союзної Президії Югославії. Він стверджує, що він був тим, хто організовував зустрічі між Туджманом і Мілошевичем. 26 березня 1991 року, через день після зустрічі, Месич дав коментар для Associated Press, в якому говориться, що президенти югославських республік досягнуть згоди про майбутнє країни не пізніше ніж 15 травня 1991 року. У березні 1992 року у своїй промові в Швейцарії Месич заперечив наявність домовленостей про розділ Боснії та Герцеговини: «Між Туджманом і Мілошевичем немає угоди. Ми розмовляли з Мілошевичем, тому що нам потрібно було знати, чого хоче цей негідник».
1994 року Месич вийшов із партії Туджмана Хорватська демократична співдружність, щоб створити нову партію Хорватські незалежні демократи (Hrvatski Nezavisni Demokrati). Месич заявив, що це рішення мотивовано його незгодою з політикою Хорватії щодо БіГ, зокрема здогадною угодою Туджмана з Мілошевичем у Караджорджеву. До того часу він ніколи не згадував про таку угоду у своїх книжках про розпад Югославії, виданих у 1992 і 1994 роках. Він вийшов з ХДС через три роки після зустрічі в Караджорджеву та після того, як уся хорватсько-боснійська війна закінчилася Вашингтонською угодою, за якою хорвати й босняки заснували Федерацію Боснії та Герцеговини.
На суді над Тихомиром Блашкичем Месич під час своїх свідчень сказав: «Туджман повернувся з Караджорджева того самого дня і сказав нам […], що Боснії буде важко вижити, що ми можемо дістати кордони Бановини. Туджман також сказав, що Мілошевич, начебто на знак великодушності, дав Хорватії змогу взяти Цазин, Кладушу і Бихач, тому що це була так звана Турецька Хорватія і сербам вона не потрібна». Під час перехресного допиту Месич додав: «Яких домовленостей там було досягнуто, я не знаю. Я просто знаю про наслідки».
На процесі над Слободаном Мілошевичем Месич свідчив, що поділ Боснії та Герцеговини був головною темою обговорення на тій зустрічі.
Коли після смерті Туджмана Степан Месич став президентом Хорватії, він свідчив у МТКЮ про існування плану поділу Боснії та Герцеговини на три частини: між сербами й хорватами та невелику боснійську державу. Месич стверджує, що це він влаштовував ці зустрічі. На запропонованій ним зустрічі з головою Президії Югославії Борисавом Йовичем, він звинуватив останнього в «озброєнні хорватських сербів». Йович заперечив це, заявивши, що вони: «не зацікавлені в хорватських сербах, а лише в 65 % Боснії та Герцеговини». 2001 року Месич писав, що зустрічі в Караджорджеву та Тиквеші переконали Туджмана, що Сербія розділить Боснію та Герцеговину, проклавши сербсько-хорватський рубіж, а Сербія поступиться Хорватії територією до кордонів Бановини Хорватія 1939 року.

### Йосип Манолич
У той час прем'єр-міністром Хорватії був Йосип Манолич. В інтерв'ю, яке він дав у жовтні 1993 року, Манолич сказав: «наразі я не знаю про жодну угоду між Мілошевичем і Туджманом». 1994 року він вступив у конфлікт із керівництвом ХДС і разом із Месичем створив нову партію.

3 липня 2006 року під час розгляду справи Прлича та інших Манолич заявив, що Туджман повідомив йому після зустрічі, що вони «досягли принципової згоди щодо свого ставлення до Боснії та Герцеговини і того, як їм слід її розділити, або як її належить розділити». 5 липня 2006 року під час перехресного допиту стороною захисту Маноліч сказав:
Я не стільки казав, що вони досягли угоди про розділ Боснії та Герцеговини, скільки, що вони це обговорювали. Я не знаю, наскільки цей нюанс можна передати перекладом, але досягти згоди — це дієслово доконаного виду, тоді як обговорювати або вести переговори — це те, що означає, що згоди ще не досягли. Це безперервний процес.

### Хрвоє Шаринич
Колишній голова канцелярії Туджмана Хрвоє Шаринич у 1998 році написав книжку «Всі мої таємні переговори зі Слободаном Мілошевичем» (хорв. Svi moji tajni pregovori sa Slobodanom Miloševićem), у якій опублікував фотографії, зроблені в Караджорджеву, але не написав нічого про зміст зустрічі. У своїх свідченнях у МТКЮ та в інтерв'ю ЗМІ він заперечував, що в Караджорджеву була яка-небудь офіційна чи конкретна угода про розділ Боснії та Герцеговини. Шаринич був присутній на початку зустрічі в Краджорджеву. В інтерв'ю 2000 року він стверджував:
Я сидів із Туджманом і Мілошевичем 10—15 хвилин […] Туджман накинувся на Мілошевича, кажучи йому, що він знає, що той, Мілошевич, стоїть за Революцією колод […] але Мілошевич поводився, як монашка, кажучи, що він не має до цього ніякого відношення. […] І тоді він [Туджман] розповів йому про ідею Великої Сербії. Звісно, Мілошевич усе заперечував. […] Тоді Мілошевич — дуже багатозначно — сказав: «Я думаю, що ми, безперечно, можемо досягти порозуміння, щоб вирішити ці проблеми!» А потім вони вийшли. […] Після нашого повернення в Загреб Туджман показав мені аркуш паперу, який він отримав від Мілошевича, про велику небезпеку поширення мусульман у Боснії та Герцеговині. […] Сьогодні я майже впевнений, що, готуючись до зустрічі в Караджорджеву, Мілошевич підробив документ з єдиним наміром підштовхнути Туджмана до розділу Боснії та Герцеговини.
Двома роками пізніше, після свідчень Месича в Гаазі, Шаринич прокоментував, що Туджман мало говорив після Караджорджева і що все, що кажуть про зустріч, це припущення.

На процесі у МТКЮ Шаринич заявив Мілошевичу:
Той факт, що ви зустрічалися, не був таємницею, але те, що ви обговорювали, було таємницею. […] Стосовно ж Боснії та поділу Боснії було багато припущень про це, але ніхто інший, крім двох президентів, один із яких тут, а другий в іншому світі, не міг знати, що вони насправді казали.
Далі Шаринич сказав, що в той час, як президенти обговорювали Боснію, втілювала плани в життя тільки одна сторона і це були серби з їхньою етнічною чисткою та підготовкою Республіки Сербської до анексії. Він також твердив, що «не вважає, що було досягнуто офіційної угоди».

### Анте Маркович
Колишній прем'єр-міністр СФРЮ Анте Маркович також дав свідчення в МТКЮ та підтвердив, що було укладено угоду про розподіл Боснії та Герцеговини між Сербією та Хорватією.
Останній прем'єр-міністр Югославії порушив своє 12-річне мовчання і на суді над Слободаном Мілошевичем заявив: «Мене поінформували про предмет їхнього обговорення в Караджорджеву, на якому Мілошевич і Туджман погодилися розділити Боснію і Герцеговину між Сербією та Хорватією та усунути мене, бо я був у них на шляху […] Вони обидва підтвердили, що домовилися про поділ Боснії і Герцеговини.» На запитання головного прокурора Джеффрі Найса Маркович сказав: «Мілошевич визнав це відразу, а Туджману знадобилося більше часу».
За словами Марковича, і Туджман, і Мілошевич вважали Боснію і Герцеговину штучним утворенням, а босняків — вигаданою нацією. На думку Туджмана, вони були «наверненими католиками», а на думку Мілошевича — «наверненими православними». Оскільки серби та хорвати разом становили більшість, вони також вважали, що поділ Боснії і Герцеговини не спричинить війни, а для босняків вони задумали анклав. Очікувалася підтримка Європи, оскільки вона не хотіла бачити створення мусульманської держави. Туджман також сказав Марковичу, що історія повториться в тому, що Боснія і Герцеговина знову впаде, як свого часу під ударами Османської імперії.
Маркович заявив, що застерігав обох керівників, що поділ обернеться перетворенням Боснії на Палестину. Він розповів про це боснійському керівникові Алії Ізетбеговичу, а той дав йому таємно зроблені записи розмов між Мілошевичем і Радованом Караджичем, які обговорювали підтримку боснійських сербів Югославською Народною Армією. Далі він сказав, що Мілошевич «відкрито прагнув створити Велику Сербію. Він говорив одне, а робив інше. Він казав, що воював за Югославію, хоча було ясно, що він бореться за Велику Сербію попри те, що ніколи про це мені особисто не казав».

### Інші свідчення
Пізніше, у 1993 році, цю зустріч згадував Славен Летиця, заявляючи: «На столі лежало кілька карт. Ідея була близькою до останніх ідей щодо Боснії та Герцеговини: або розділити Боснію та Герцеговину на десять чи п'ятнадцять підрозділів, або на три напівнезалежні держави.» Передаючи інформацію від Летиці, британський журналіст і письменник Маркус Таннер зазначає, що безпосередня суть зустрічі була не в якійсь угоді про Боснію, а у відсутності угоди про Хорватію, і ця нездатність домовитися про угоду незабаром призвела до того, що армійська верхівка і Борисав Йович закликали проголосити надзвичайний стан.
Близький соратник і радник Мілошевича Борисав Йович не був присутній на зустрічі, але свідчив у суді над Мілошевичем, що йому «ніколи не повідомляв Мілошевич про те, що на можливій зустрічі такого роду вони обговорювали… він обговорював… ймовірно, обговорювали з Туджманом поділ Боснії». Він також заявив, що вважає, що Месич говорив про зустріч неправду, позаяк у того були політичні сутички з Туджманом.

## Оцінки істориків
2006 році хорватсько-американський історик Іво Банац писав, що цілком можливо, що «угода з Мілошевичем у Караджорджеву […] була останнім кроком» у напрямку «розумного територіального поділу», про який згадував Туджман у своїй книжці 1981 року.
1997 року британський історик Марко Аттіла Хоаре писав, що в контексті конфлікту в Хорватії цю зустріч можна розглядати як спробу Туджмана запобігти сербсько-хорватській війні, де Хорватія б зіткнулася з усією могутністю югославської армії. Тому дехто вбачав в обговоренні поділу Боснії та Герцеговини спробу уникнути цього конфлікту.

Британський історик Марк Алмонд писав 2003 року, що
Ця зустріч набула міфічного статусу в літературі теорії змови, що прирівняло Туджмана до Мілошевича як спільників злочину в демонології Балканського конфлікту. […] Хоч би що обговорювалося, ясно, що ні до чого істотного не домовилися.
2006 року хорватська письменниця Бранка Маґаш писала, що Туджман продовжував добиватися врегулювання з Мілошевичем коштом Боснії і Герцеговини та значної частини самої Хорватії.
2010 року історик Сабріна П. Рамет відзначала, що хоча і є достатньо інформації, яка вказувала б на те, що в той час поділ Боснії був темою певного інтересу для Хорватії та Сербії, поведінка Мілошевича після зустрічі не свідчила, що в нього є якась домовленість із Туджманом.

## Виноски
1. ↑  Lučić, 2003, с. 8.
2. ↑  Tuđman, 2006, с. 148.
3. ↑  Tuđman, 2006, с. 145—146.
4. 1 2  Lučić, 2003, с. 14.
5. ↑  Jugojalta (боснійською) . Sarajevo: Oslobođenje. 14 квітня 1991. с. 1.
6. ↑  Lučić, 2003, с. 13.
7. ↑  Minić, Miloš (1998). Pregovori između Miloševića i Tuđmana o podjeli Bosne u Karađorđevu 1991. Beograd: Društvo za istinu o antifašističkoj narodooslobodilačkoj borbi u Jugoslaviji (1941-1945). с. 13.
8. ↑  Bilandžić, Dušan (2001). Propast Jugoslavije i stvaranje moderne Hrvatske. Zagreb. с. 527.
9. ↑  Čemu služe Bilandžićeve konstrukcije. NIN. 17 серпня 2006.
10. ↑  Avramov, Smilja (1997). Postherojski rat Zapada protiv Jugoslavije. Beograd: Veternik-Ldi. с. 140.
11. ↑  Tanner, 2001, с. 242—243.
12. ↑  Franjo Tuđman - Poziv na obranu domovine, 5. listopada 1991. YouTube. 5 жовтня 2009. Процитовано 16 серпня 2009.
13. ↑  Ramet, Sabrina P. (2006). The Three Yugoslavias: State-Building and Legitimation, 1918-2004. Indiana University Press. с. 434. ISBN 0-271-01629-9.
14. ↑  Bojić, M. (2001). Historija Bosne i Bošnjaka. с. 361.
15. ↑  Burns, John (12 травня 1992). Pessimism Is Overshadowing Hope In Effort to End Yugoslav Fighting. New York Times. Процитовано 11 серпня 2009.
16. ↑  Blaine, Harden (8 травня 1992). Warring Factions Agree on Plan to Divide up Former Yugoslavia. The Washington Post. Архів оригіналу за 10 червня 2021. Процитовано 11 серпня 2009.
17. ↑  Prosecutor v. Tihomir Blaškić - Judgement (PDF). United Nations International Criminal Tribunal for the former Yugoslavia. 3 березня 2000. Процитовано 18 серпня 2009.
18. ↑  Lučić, 2003, с. 34—35.
19. ↑  Tuđman, 2006, с. 159.
20. ↑  Burns, John F. (18 липня 1993). Serbian Plan Would Deny the Muslims Any State. The New York Times. Процитовано 16 серпня 2009.
21. 1 2  Sadkovich, 2007, с. 239.
22. ↑  ICTY, Blaškić Judgement, 2000, с. 37.
23. ↑  Tuđman, 2006, с. 149, 155—156.
24. ↑  The prosecutor of the tribunal against Slobodan Milošević: Amended Indictment. United Nations International Criminal Tribunal for the former Yugoslavia. 22 листопада 2002. Процитовано 14 серпня 2009.
25. 1 2  Lučić, Ivica (2013). Uzroci rata. Zagreb: Hrvatski institut za povijest. ISBN 978-953-7892-06-7.
26. ↑  Tuđman, 2006, с. 149.
27. ↑  Izetbegović, Alija (2001). Sjećanja, autobiografski zapisi.
28. ↑  Kiro Gligorov: Podela živog mesa. Radio Free Europe. 27 лютого 2008. Процитовано 22 травня 2014.
29. ↑  Lučić, 2003, с. 22—23.
30. ↑  Lučić, 2003, с. 23—25.
31. 1 2  Karabeg, Omer (27 лютого 2008). Stjepan Mesić: Ja sam dogovorio sastanak u Karađorđevu. Radio Slobodna Evropa.
32. ↑  Lučić, 2003, с. 9.
33. ↑  Malenica, Anita (28 вересня 2000). Mesić: Izbjegli Srbi ne mogu se vratiti, a mi možemo pripojiti BiH!. Slobodna Dalmacija.
34. 1 2  Lučić, 2003, с. 30.
35. ↑  Tuđman, 2006, с. 153—155.
36. ↑  Testimony of Stjepan Mesić from a transcript of the Milošević trial. United Nations International Criminal Tribunal for the former Yugoslavia. 2 жовтня 2002. Процитовано 17 серпня 2009.
37. ↑  Roknić, Marko (20 листопада 2005). A third entity would harm Bosnia-Herzegovina. Bosnian Institute. Архів оригіналу за 7 червня 2011. Процитовано 6 лютого 2023.
38. ↑  Magaš та Žanić, 2001, с. 11.
39. 1 2  ICTY Transcript та 6 July 2006.
40. ↑  Testimony of Josip Manolić from a transcript of the Prlić trial. United Nations International Criminal Tribunal for the former Yugoslavia. 3 липня 2006. Процитовано 14 серпня 2009.
41. ↑  Lučić, 2003, с. 10.
42. 1 2  Lučić, 2003, с. 33—34.
43. 1 2  Testimony of Hrvoje Šarinić from a transcript of the Milošević trial. United Nations International Criminal Tribunal for the former Yugoslavia. 22 січня 2004. Процитовано 17 серпня 2009.
44. ↑  Testimony of Hrvoje Šarinić from a transcript of the Milošević trial. United Nations International Criminal Tribunal for the former Yugoslavia. 21 січня 2004. Процитовано 17 серпня 2009.
45. ↑  Marković objašnjava kako je počeo (хор.). Sense Tribunal. 23 жовтня 2003. Архів оригіналу за 7 жовтня 2016. Процитовано 17 серпня 2009.
46. 1 2 3 4  Ante Markovic's testimony. Bosnian Institute. 24 жовтня 2003. Архів оригіналу за 16 липня 2012. Процитовано 17 серпня 2009.
47. 1 2  Milosevic trial hears of 'Bosnia plot'. BBC. 23 жовтня 2003. Процитовано 17 серпня 2009.
48. 1 2  Tanner, 2001, с. 242.
49. ↑  Testimony of Borislav Jović from a transcript of the Milošević trial. United Nations International Criminal Tribunal for the former Yugoslavia. 18 листопада 2003. Процитовано 19 серпня 2009.
50. ↑  Tuđman, Franjo (1981). Nationalism in contemporary Europe. Columbia University Press. ISBN 0-914710-70-2.
51. ↑  Banac, Ivo (2006). Chapter 3: The politics of national homogeneity. У Blitz, Brad (ред.). War and change in the Balkans. Cambridge University Press. с. 30—43. ISBN 978-0-521-67773-8.
52. ↑  Hoare та March 1997.
53. ↑  Almond та December 2003.
54. ↑  Magas, Branka (2006). Chapter 10: The war in Croatia. У Blitz, Brad (ред.). War and change in the Balkans. Cambridge University Press. с. 118—123. ISBN 978-0-521-67773-8.
55. ↑  Ramet, 2010, с. 264.

## Додаткова література
- Delalic, Medina (12 вересня 2022). Sharing the Spoils: When Milosevic and Tudjman Met to Carve Up Bosnia. Balkan Investigative Reporting Network.